# Tipula talyshensis
Tipula talyshensis är en tvåvingeart som beskrevs av Evgenyi Nikolayevich Savchenko 1964. Tipula talyshensis ingår i släktet Tipula och familjen storharkrankar.
Artens utbredningsområde är Azerbajdzjan. Inga underarter finns listade i Catalogue of Life.